# Ischnocoelia occidentalis
Ischnocoelia occidentalis är en stekelart som beskrevs av Giordani Soika 1969. Ischnocoelia occidentalis ingår i släktet Ischnocoelia och familjen Eumenidae. Utöver nominatformen finns också underarten I. o. blumburyensis.